# Chanovice
Chanovice (en allemand : Chanowitz) est une commune du district de Klatovy, dans la région de Plzeň, en République tchèque. Sa population s'élevait à 745 habitants en 2021.

## Géographie
Chanovice se trouve à 10 km au nord de Horažďovice, à 31 km à l'est de Klatovy, à 45 km au sud-est de Plzeň et à 91 km au sud-ouest de Prague.
La commune est limitée par Oselce et Hradiště au nord, par Slatina à l'est, par Svéradice et Velký Bor au sud, et par Kvášňovice à l'ouest.

## Histoire
La première mention écrite de la localité date de 1352.

## Administration
La commune se compose de six sections :
- Chanovice
- Černice
- Defurovy Lažany
- Dobrotice
- Holkovice
- Újezd u Chanovic

## Galerie

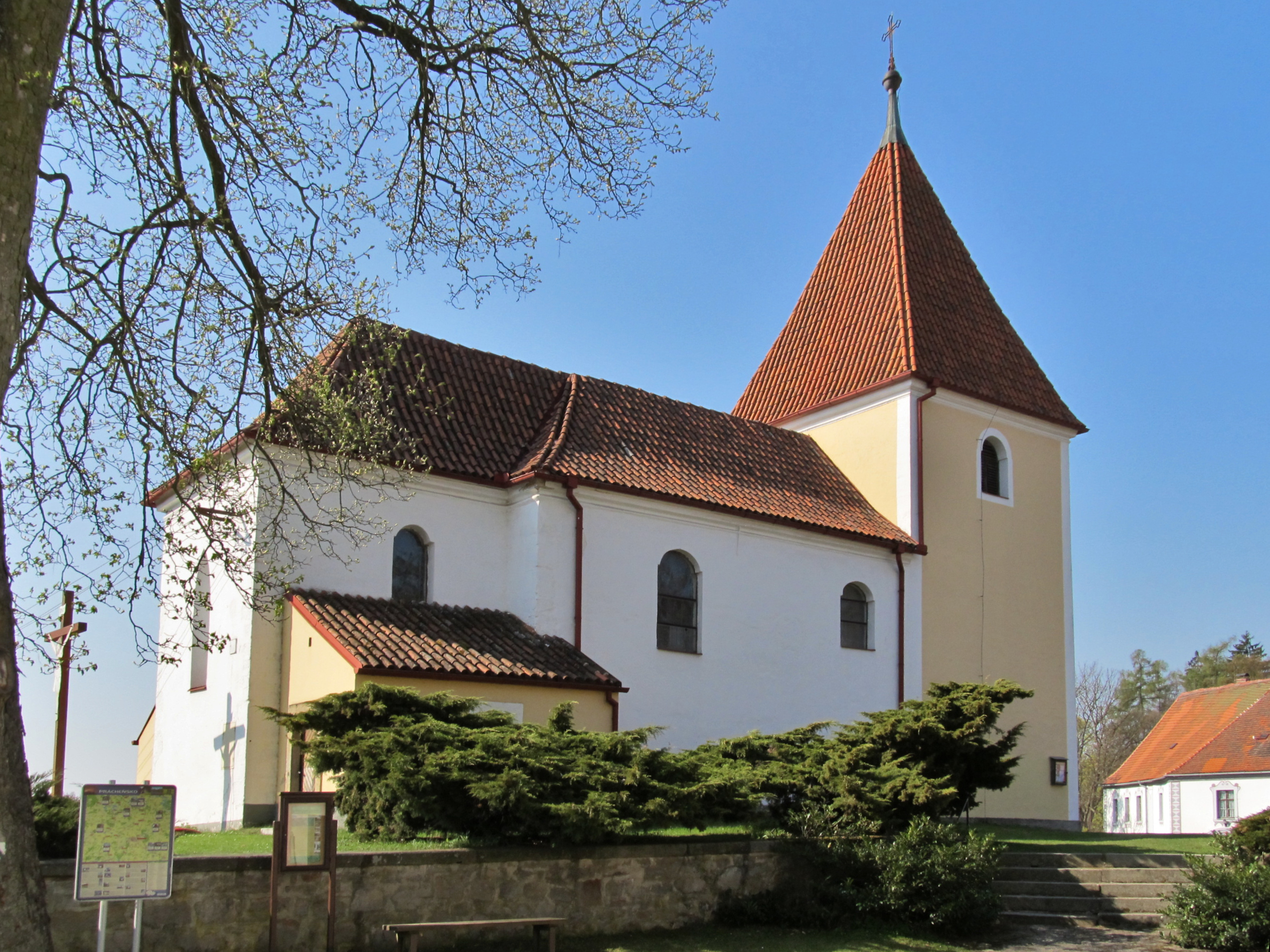
Chanovice  : église de la Sainte-Croix.
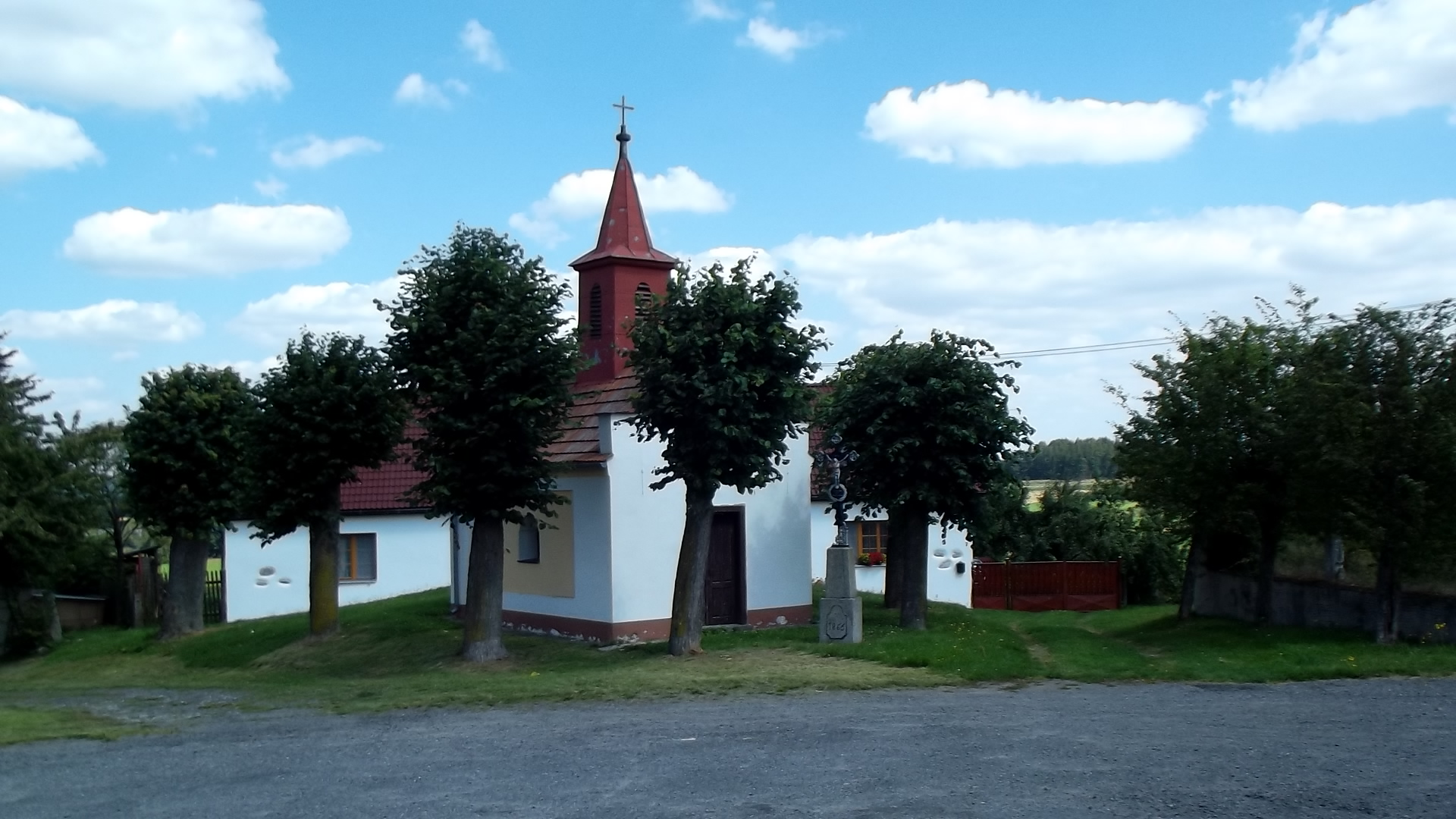
Černice : chapelle.

## Transports
Par la route, Chanovice se trouve à 15 km de Horažďovice, à 15 km de Blatná, à 28 km de Strakonice, à 35 km de Klatovy, à 52 km de Plzeň et à 104 km de Prague.